# Willy Kenz
Willy Kenz (Karlsruhe, 29 mei 1956) is een Duitse muziekpedagoog, arrangeur, dirigent, organist en saxofonist.

## Levensloop
Kenz kreeg vroeg piano-, orgel- en saxofoonles en werkte in het plaatselijke harmonieorkest (saxofonist), accordeonorkest (pianist) en schoolorkesten mee. Hij verzorgde ook diensten als organist aan verschillende kerken. Hij werd saxofonist van de militaire muziekkapel van de landmacht (Heeresmusikkorps 9) in Stuttgart. Vervolgens studeerde hij aan de Muziekacademie Bazel bij onder anderen Iwan Roth (saxofoon) en Albert E. Kaiser (HaFa-directie en behaalde zijn diploma's in 1983 en 1986. Verder studeerde hij aan het "Institut für Kirchenmusik" van de Hochschule für Musik Freiburg in Freiburg im Breisgau en behaalde zijn diploma als kerkmusicus in 1988. Hij studeerde ook aan de Académie International d’Eté in Nice bij Daniel Deffayet en behaalde het diploma "Certificat de Stage". 
Van 1981 tot 2006 was hij organist en koorleider aan de Sint-Joseph kerk in Bazel. Vanaf 2004 is hij eveneens als organist verbonden aan de rooms-katholieke parochiekerk "Rheinfelden – Magden – Olsberg". Sinds september 2010 werkt hij als organist aan de hervormde stedelijke kerk van Aarburg en vanaf januari 2013 ook als organist aan de protestants hervormde kerk Kilchberg – Rünenberg - Zeglingen.
Vanaf 1981 is hij leraar voor saxofoon en ensemblespel aan de Kantonsschool in Olten en dirigeert het harmonieorkest van deze instelling. Sinds 2008 is hij docent voor saxofoon aan de muziekschool in Aarburg.
Zijn verzamelde saxofoons heeft hij al in verschillende exposities gepresenteerd.
Hij bewerkte een aantal klassieke werken voor harmonieorkest (met koor). 
| componist         | titel                                                                      | instrumentatie                      |
| ----------------- | -------------------------------------------------------------------------- | ----------------------------------- |
| Béla Bartók       | Roemeense volksdansen                                                      | harmonieorkest                      |
| Giovanni Gabrieli | Canzon XV                                                                  | harmonieorkest                      |
| Charles Gounod    | Domine Salvum                                                              | voor gemengd koor en harmonieorkest |
| Otto Nicolai      | Kirchliche Fest-Ouvertüre über den Choral "Eine feste Burg ist unser Gott" | voor gemengd koor en harmonieorkest |